# Homolka (přírodní památka, okres Karlovy Vary)
Homolka je přírodní památka v okrese Karlovy Vary jižně od města Bečov nad Teplou, necelý jeden kilometr západně od Chodova, ve vrcholové části kopce Kupa (695 metrů). Výrazný homolovitý tvar se sloupcovou odlučností se zasloužil o vyhlášení této lokality přírodní památkou. Toto území bylo vyhlášeno v roce 1972 Okresním národním výborem v Karlových Varech jako chráněný přírodní výtvor, v roce 1997 byla ochrana novelizována a zařazena do přírodních památek. Výstup na vrchol je možný po úzkém vyšlapaném chodníčku zarostlým šípkem a trnkou. Při pohledu z vrcholu je výhled na hluboké lesnaté údolí řeky Teplé. Důvodem ochrany jsou skalnaté stráně s geologickými profily, paleontologickými nálezy a společenstvy skalních stepí. Péčí o území je pověřena správa CHKO Slavkovský les.

## Přírodní poměry

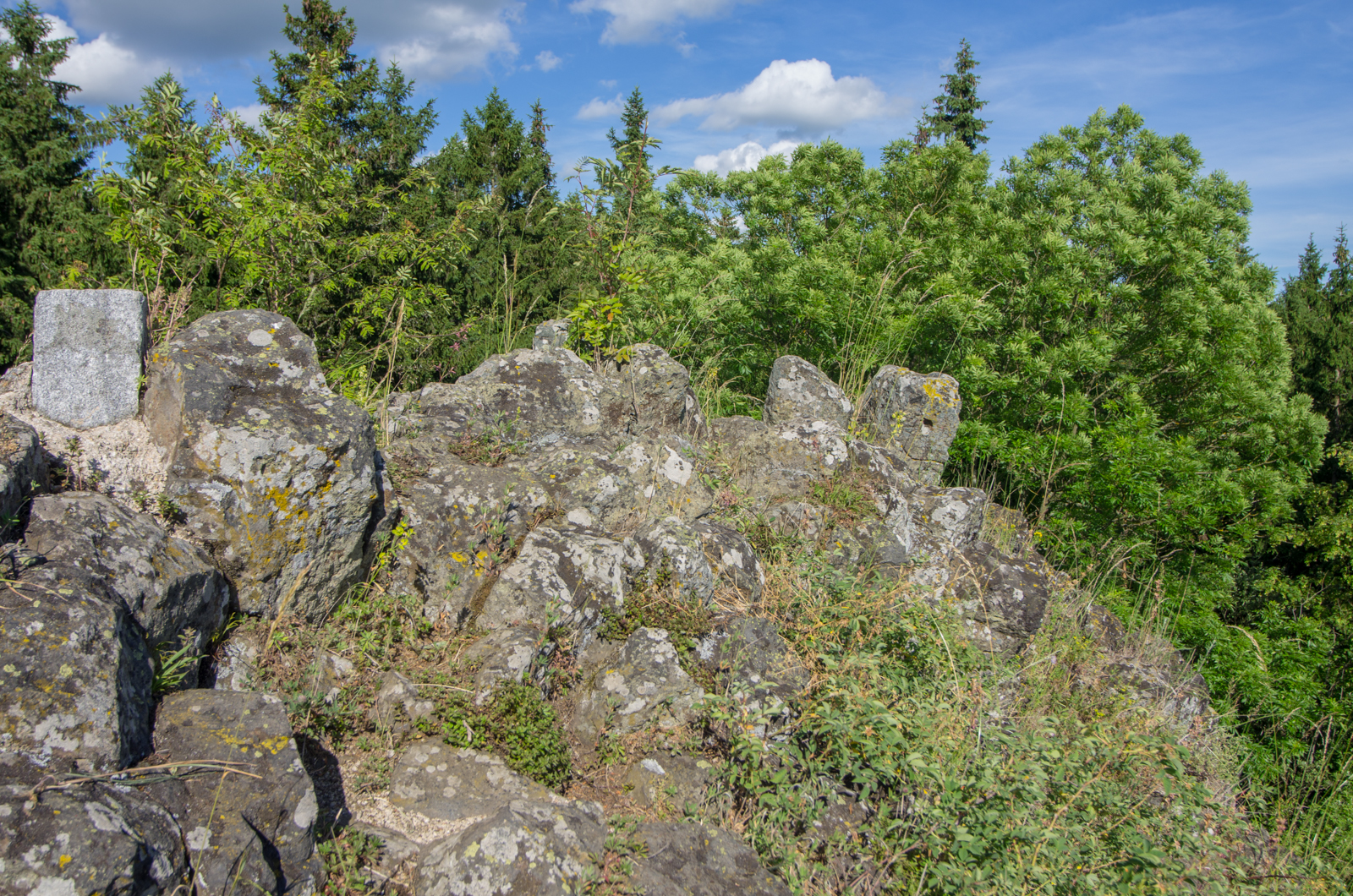
Vrchol Kupa (695 m)

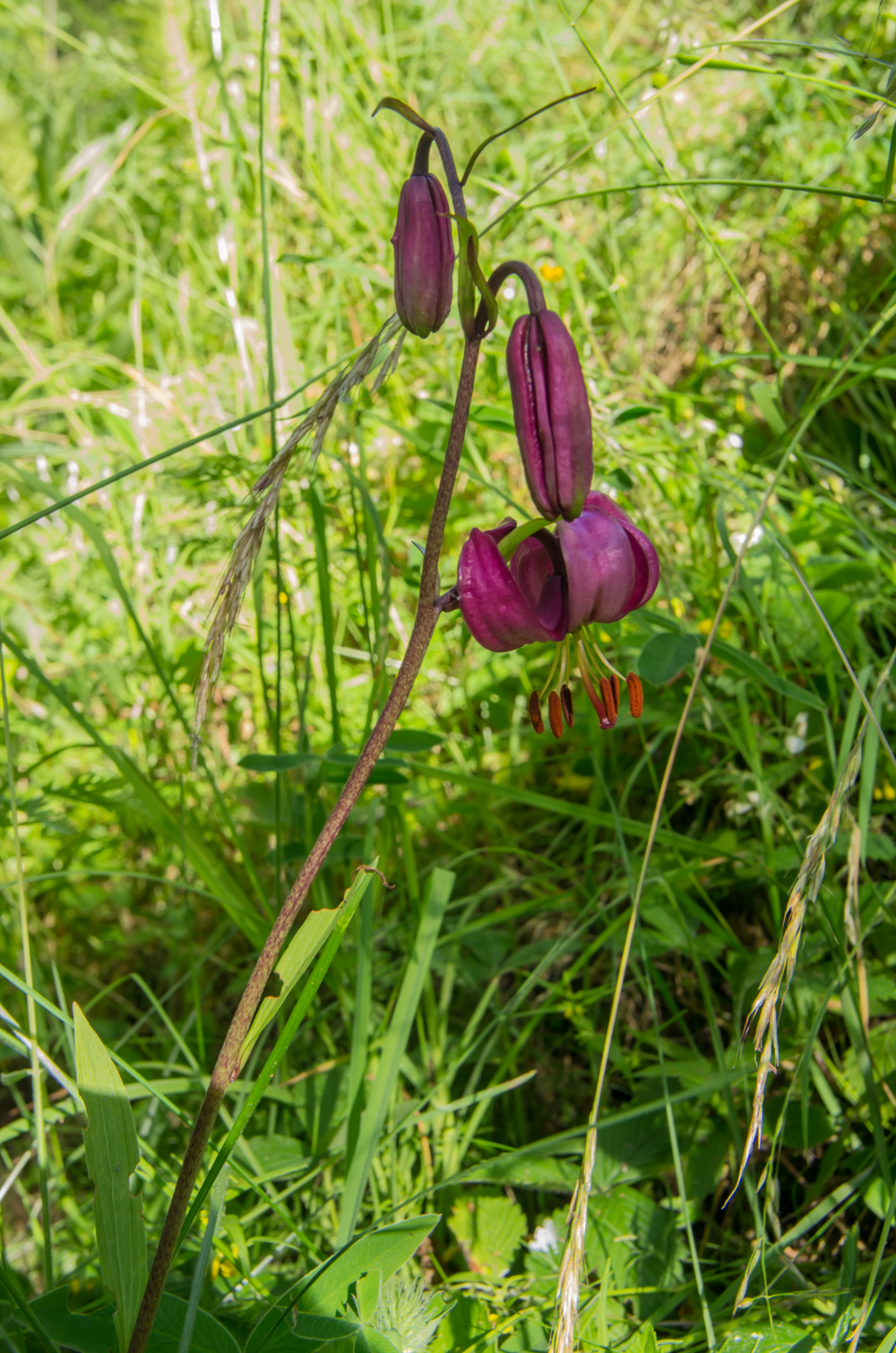
Lilie zlatohlavá na lokalitě (červen 2014)

Horninové podloží tvoří žuly karlovarského plutonu, kde lze najít krystaly živce (ortoklasu) s dvojčitými srůsty, tzv. karlovarská dvojčata. Skalní výchoz tvoří vypreparovaný čedičový sopouch s charakteristickou sloupovou odlučností. Sloupy čediče jsou nepravidelné, na vrcholu kupy se projevuje desková odlučnost. Patrně se jednalo o izolovanou sopku výlevného charakteru. Na rozdíl od jiných památek třetihorního vulkanismu, kdy je struktura sopouchu odkryta těžbou kamene, došlo na lokalitě k vypreparování sopouchu přirozenou cestou: zvětráváním méně odolné okolní horniny, žuly.
Zbytky původní lesní vegetace indikuje třešeň ptačí (Cerasus avium) a jilm horský (Ulmus glabra). Z teplomilných druhů zde roste tařinka kališní (Alyssum alyssoides) a mochna jarní (Potentilla tabernaemontani). Na skalních stěnách a v okolí kupy lze nalézt typickou teplomilnou květenu charakterizující oblast Doupovských hor. Na skalních stěnách se nacházejí bohaté porosty osladiče obecného (Polypodium vulgare), sleziníku červeného (Asplenium trichomanes) a růže šípkové (Rosa canina). V okolí se vyskytuje lilie zlatohlavá (Lilium martagon) a náprstník velkokvětý (Digitalis grandiflora). Zajímavý je výskyt plavuně vidlačky (Lycopodium clavatum).